# اجناسيو سانشيز
اجناسيو سانشيز (بالإسبانية: Ignacio Sánchez Mejías) (و. 1891 – 1934 م) هو مصارع ثيران، وكاتب، وماتادور إسباني، ولد في إشبيلية، توفي في مدريد، عن عمر يناهز 43 عاماً، بسبب غنغرينا.

## وصلات خارجية
- اجناسيو سانشيز على موقع IMDb (الإنجليزية)
- اجناسيو سانشيز في قاعدة بيانات الأفلام على الإنترنت